# Chloris (plante)
Pour les articles homonymes, voir Chloris.
Genre
Classification phylogénétique
Chloris est un genre de la famille des Poaceae (Graminées) répandues dans le monde entier principalement dans les régions tropicales et subtropicales, surtout dans l'hémisphère sud.
Ce sont des plantes de forme variable mais généralement de moins de 50 centimètres de haut et avec une inflorescence formant plusieurs espèces de petites plumes.
Le genre doit son nom à Chloris, une nymphe associée aux plantes et au printemps.

## Quelques espèces
- Chloris andropogonoides
- Chloris barbata
- Chloris ciliata
- Chloris cubensis
- Chloris cucullata
- Chloris divaricata
- Chloris elata
- Chloris gayana
- Chloris pectinata
- Chloris pycnothrix
- Chloris radiata
- Chloris sagraeana
- Chloris submutica
- Chloris texensis
- Chloris truncata
- Chloris ventricosa
- Chloris verticillata
- Chloris virgata
- Chloris ventricosa
- Chloris verticillata
- Chloris virgata

## Galerie

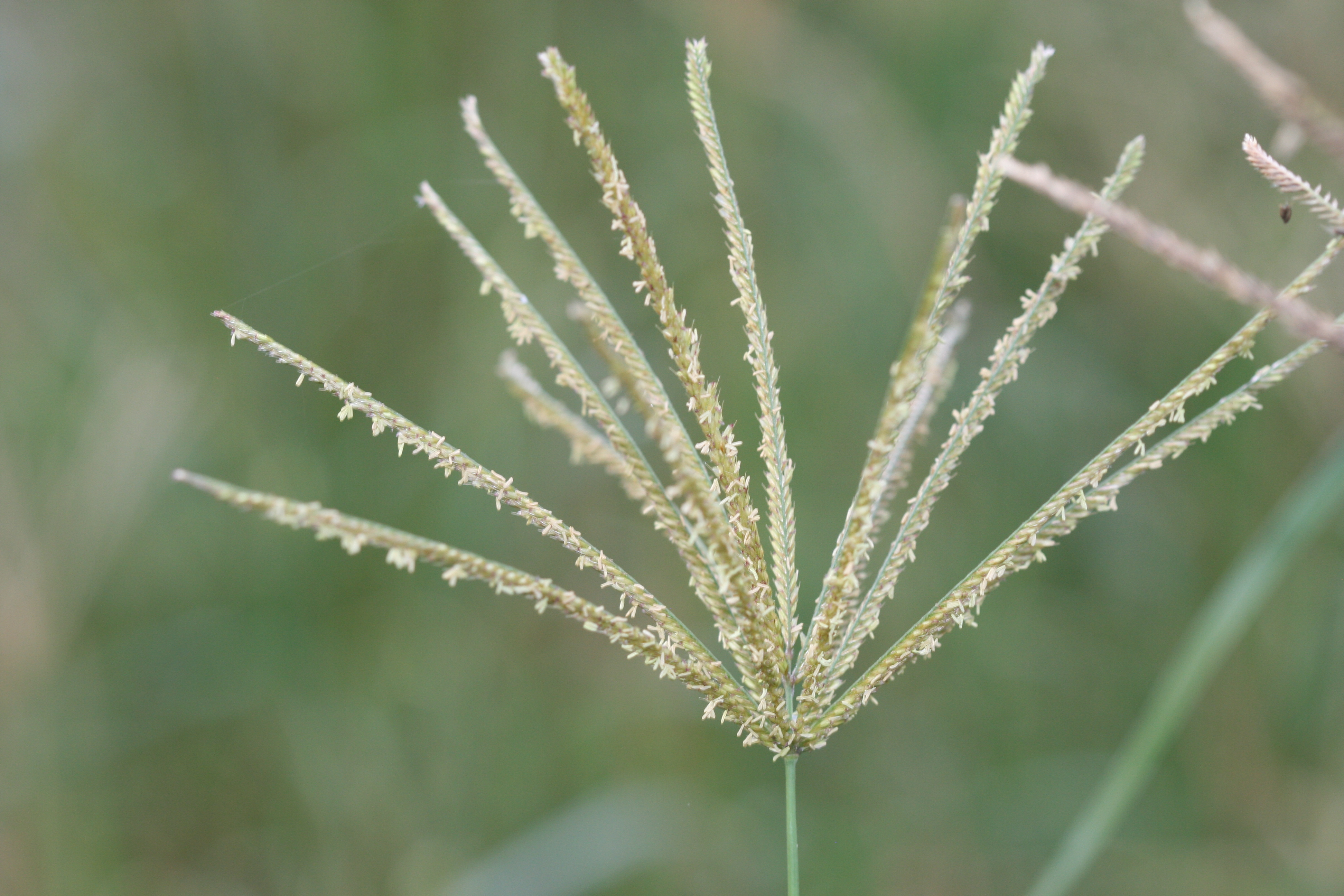
Inflorescence de Chloris gayana